# ゴールデンボーイ (映画)
『ゴールデンボーイ』（Apt Pupil）は1998年のアメリカ合衆国のサスペンス映画。スティーヴン・キングの同名小説（中篇作品集『恐怖の四季』の「夏」）の映画化。

## ストーリー
ロサンゼルスの高校に通うトッドは16歳、成績も良く、評判の良い生徒であった。ある時、トッドは学校でホロコーストについて学び、興味をそそられて第二次世界大戦や強制収容所に関する本を読むようになる。もっとも、彼の興味はもっぱら内心のサディスティックな衝動に基づくものであった。
そんなある日、トッドはバスの中で、どことなく見覚えのある老人を見かけ、その老人の家まで後をつけた。家のドアには"アーサー・デンカー"という表札があったが、トッドはその老人がある強制収容所の司令官クルト・ドゥサンダーであることに気がつく。
デンカーの家を訪れたトッドは、彼を脅迫し、事実を公表しない代わりに、ナチス高官のコスプレをさせ、収容所時代の詳細な話をするように要求する。思い出話で収容所時代を思い出したデンカー、話を聞くトッドは共に暴力の衝動に引きつけられていく。
しかし、デンカーの元に入り浸ったせいでトッドは学校の成績が下がり、スクールカウンセラーのエドに呼ばれる。デンカーはトッドの祖父として、代わりに面接をする。トッドとデンカーの奇妙な関係は続き、トッドは学校を卒業をする。
デンカーは病院に入院した。その時に、デンカーの収容所に居たユダヤ人がデンカーを見かけ、収容所所長ドゥサンダーであることを見破り、イスラエル諜報特務庁に通報する。その後、トッドのもとに警察が来て、デンカーの事を知っているか聞いたがトッドはシラを切る。
だがスクールカウンセラーのエドはトッドの嘘に気がつき直接家へ行き、トッドを追い詰める。トッドは逆上し、エドが離婚したことを逆手に取り、同性愛者だと言いふらすと脅し、追求を逃れる。
その時、病院ではデンカーの心臓が止まる。
なお、原作では結末が異なっており、逆上したトッドがエドを殺害し、街中で銃を乱射する終わり方となっている。

## キャスト
※（）は日本語吹き替え
- トッド・ボーデン - ブラッド・レンフロ（桐本琢也）
- クルト・ドゥサンダー - イアン・マッケラン（田口計）
- エドワード・フレンチ - デヴィッド・シュワイマー（相沢まさき）
- アグネス・ボーデン - マージョリー・ラヴェット（那須文恵）
- リチャード・ボーデン - ブルース・デイヴィソン（江上真吾）
- アーチー - イライアス・コティーズ（遠藤純一）
- モニカ・ボーデン -アン・ダウド
- ベンジャミン・クレイマー - マイケル・バーン（村松康雄）
- ベッキー・トラスク - ヘザー・マコーム
- アイザック・ワイスコッフ - ジャン・トリスカ（英語版）
- リッチラーFBI捜査官 - ジョー・モートン
- ジョーイ - ジョシュア・ジャクソン